# Poesia estemporanea sarda
de son passage, non des preuves. 

(René Char)
La poesia estemporanea sarda è un genere di poesia estemporanea diffuso in Sardegna, la cui improvvisazione lirica si serve della lingua sarda. Le due più importanti espressioni di questo genere nell'isola sono la gara logudorese (cantare a bolu) nel centro nord e la gara campidanese, diffusa nel sud dell'isola.

## Storia

### Origini
Le prime notizie sulla poesia estemporanea in Sardegna compaiono in una pubblicazione di Matteo Madao, Armonie dei sardi, del 1787. Nel 1840, nella sua opera Ortografia sarda nazionale, il canonico Giovanni Spano si sofferma sulla tradizione della poesia estemporanea logudorese, ricordando i nomi di vari poetas di alcuni paesi tra i quali Bitti, Bonorva, Ploaghe, Tissi e Osilo ma tenendo ben presente che in quasi tutti i paesi della Sardegna c'erano stati poeti a braccio dei quali magari si era perduto il ricordo.
Un anno prima, nel 1839 Vittorio Angius dedicava all'argomento una quarantina di pagine dell'inserto Sugli improvvisatori sardi in Biblioteca Sarda:
sottolineando l'importanza culturale e sociale della poesia estemporanea sarda.
Altri personaggi di spicco del panorama sardo si mostrarono attenti a questo tipo di tradizione, tra i quali il poeta Sebastiano Satta, che, nonostante la malattia, tra il 1908 e il 1914, anno della sua morte, si faceva accompagnare in piazza per ascoltare le gare poetiche che si andavano diffondendo dalla fine dell'Ottocento.
Anche Antonio Gramsci si dimostrò interessato alla poesia estemporanea, al punto di chiedere alla madre, in una delle sue lettere scritte in carcere nel 1927 di fargli sapere di quali argomenti avessero discusso in poesia nelle ultime gare.

### La prima gara poetica logudorese
Nonostante le origini molto antiche della poesia estemporanea sarda, i primi svolgimenti in pubblico (con regole precise e comprese di una giuria che nominava il vincitore) si ebbero solo alla fine dell'Ottocento; grazie all'iniziativa di alcuni poeti, fra cui Antonio Cubeddu, ebbe di certo un ruolo determinante.
La prima gara in assoluto si svolse nei giorni 20 e 21 settembre 1896 ad Ozieri in occasione della festa della Santa Vergine del Rimedio e venne disputata dai poeti estemporanei: Antonio Cubeddu di Ozieri, Giuseppe Pirastru di Ozieri, Gavino Contini di Siligo, Antonio Farina di Osilo, Francesco Cubeddu di Ozieri, Salvatore Demartis di Ossi, Antonio Michele Cuccuru di Usini, Antonio Andrea Porcu Deledda di Martis ed altri.
La giuria era composta dall'avvocato Antonio Fresu e da Alessandro Meloni e aveva come presidente il poeta Giovanni Cubeddu.
Il primo premio venne vinto da Antonio Cubeddu, il secondo da Antonio Farina ed il terzo premio da Salvatore Demartis.

### La prima gara poetica campidanese
A differenza della poesia logudorese, per cui si può stabilire con precisione la data della prima gara ufficiale, per quanto riguarda la poesia campidanese non esiste un passaggio netto dalla pratica dilettantistica alla pratica professionistica e quindi alla prima gara pubblica ufficiale.
Per quanto l'origine di questa forma di improvvisazione sia molto antica, le prime testimonianze scritte risalgono al XIX secolo, e riguardano alcuni cantadoris ancora vivi nella memoria degli appassionati: Francesco De Planu (noto Olata) di Quartucciu, Efisio Pibiri (S'Argalla), Pasquale Piras, Battistina Melis (Bittiredda) di Lunamatrona.
Le prime trascrizioni di intere gare risalgono alla fine del 1800.

### La censura
Nel 1924 il Concilio plenario dei vescovi sardi aveva vietato ai poeti estemporanei di trattare argomenti di dottrina ecclesiastica. 
In quegli anni inoltre, in un clima di assimilazione culturale, erano state poste in atto una serie di divieti e disposizioni contro l'uso di lingue diverse dall'italiano, compreso il sardo. Anche le gare di poesia estemporanea furono censurate dal 1932 fino al 1937 e, in taluni casi, 1945.

## La gara di poesia estemporanea logudorese
Le gare di poesia estemporanea in sardo logudorese, o sardo campidanese, sono organizzate generalmente per rallegrare le feste del paese, soprattutto le feste in onore di santi.
Ad una gara possono partecipare due o più poeti, anche se gli abbinamenti più diffusi sono quelli di due o tre artisti. La gara di poesia campidanese a mutetu è solitamente cantata da quattro poeti.
Le gare di poesia estemporanea logudorese sono divise in più momenti, tra i quali sono generalmente presenti un'introduzione (s'esordiu) e la discussione dei temi (sos temas). I poeti, a cui viene assegnato un tema ad estrazione, devono cantare in ottava rima. Molto di rado e per schermaglie di genere leggero o scherzoso si usa poetare in duinas o batorinas (due o quattro versi).

### L'introduzione
Nella gara Logudorese, l'introduzione (S'esòrdiu) viene cantata dai poeti presenti sul palco che si alternano dopo ogni ottava e costituisce un saluto degli stessi poeti al pubblico.
Non ha una durata prestabilita e dopo le prime ottave di saluto il discorso può spaziare su vari argomenti.

### I temi
Terminata l'introduzione vengono cantati i temi, con lo stesso sistema dell'esordio, i poeti si alternano dopo ogni ottava.
I temi sono scelti dal comitato organizzatore della festa o della serata in generale e nonostante siano molto vari possono essere riproposti in altre gare.
I vari argomenti vengono scritti su dei biglietti ed estratti a sorte dai poeti mediante l'uso di un cappello (sa berrita).

## Raccolte e testimonianze
Bisogna tenere conto che la poesia estemporanea di quell'epoca ci è stata tramandata a voce per cui spesso le versioni sono diverse e talvolta anche l'attribuzione stessa dell'ottava non è assolutamente certa. Bisogna tuttavia ricordare l'opera di Antonio Cuccu (San Vito 1921-2003) che ha edito e diffuso raccolte di poesie e gare poetiche per anni.

## Poeti estemporanei più rappresentativi
Con il termine poetas si indicano i poeti estemporanei che improvvisano in lingua sarda nelle piazze dell'isola e sono gli artefici della poesia estemporanea in sardo. Questi si sfidano pubblicamente nelle cosiddette gare poetiche, durante le quali ogni artista sviluppa e difende un tema assegnato per estrazione a sorte dalla giuria.
I poeti improvvisano strofe e rime in ottava rima (ottavas) e quartine (battorinas) accompagnati, alla fine di ogni duina, da un coro di bassi, composto dalle voci basciu e contra. Nella cantata campidanese la forma più diffusa è la gara a muttetusu di otto rime (muttetusu a ottu peisi), Le battorine e le canzoni a rima (canzoni a cruba) vengono solitamente cantate per integrare le gare.

## Poeti del passato

### Logudorese
- Melchiorre Murenu (Macomer, 3 marzo 1803 – 21 ottobre 1854)
- Pietro Caria, (Macomer, 1852-1934)

#### Poetas della prima generazione[3]
- Gavino Contini (Siligo, 12 dicembre 1855 – 24 luglio 1915) è stato sempre considerato uno dei più grandi poeti improvvisatori, definito dai suoi stessi avversari: de sos poetas su mastru, su zigante e altu monte.
- Giuseppe Morittu,(Ozieri, 11 luglio 1840, Ozieri, 21 settembre 1906)
- Giuseppe Pirastru (Ozieri, 1858 - 1931)
- Antonio Cubeddu (Ozieri, 25 aprile 1863 - Roma, 23 settembre 1955)
- Antonio Farina, (Fraz. Santa Vittoria Osilo, 1865-1944)
- Salvatore Testoni, (Barore Testone) (Bonorva, 1865 - 1945)
- Antonio Andrea Cucca, (Sassari, 1870 – 1945)
- Sebastiano Moretti, (Pittanu Morette) (Tresnuraghes, 1868 - 1932)
- Peppino Mereu, (Tonara, 1872 – 1901)
- Antonio Piludu, ( Scano Montiferro, 1871 - 1955)
- Maria Farina, (Osilo, figlia di Antonio)
- Sebastiano Nieddu, (Buccianu Nieddu)  (Villanova Monteleone, 1879 - 1929)

#### Poetas della seconda generazione[4]
- Antoni Piredda (Thiesi, 1905 – 1984)
- Barore Tucone, (Buddusò, 1885 – 1969)
- Barore Sassu (Banari, 25 febbraio 1891 – 1976)
- Gavino Piredda (Romana, 1910 – 1993)
- Juanninu Fadda (Fordongianus, 1 gennaio 1892 – 1981)
- Raimondo Piras (Villanova Monteleone, 1905 – 1978)
- Nanneddu Chighine (Ittireddu, 15 febbraio 1909 – 1978
- Andria Ninniri (Thiesi, 10 aprile 1890 – 3 aprile 1969)
- Tatanu Curcu (Cuglieri, 1902-1983)
- Cicciu Piga (Perfugas, 1887-1962)

#### Poetas della terza generazione[5]
- Barore Budrone, (Bonnannaro 1905-2004)
- Antoni Canu (Oliena, 1939-1985)
- Ubaldo Cotza (Mogorella, 1935)
- Totoni Crobu (Neoneli, 1913-2002)
- Mario Masala (Silanus, 1935 - 2015)
- Frantziscu Mura (Silanus, 1933-1999)
- Antonio Pazzola (Sennori, 1929-2012)
- Frantziscu Sale (Mara, 1932-2014)
- Giuanne Seu (Chiaramonti, 1915-1998)
- Giuseppe Sotgiu[6] (Bonorva 24 giugno 1914 - 27 marzo 2008)
- Bernardo Zizi (Onifai, 1928)
- Juannantoni Carta (Illorai, 1928-2017)

### Poeti campidanesi (Cantadoris)
Poeti del XVIII secolo
- Battistina Melis (nota Bittiredda fine XVIII inizio XIX secolo), Lunamatrona
- Francesco De Plano (noto Olata), Quartucciu

Poeti del XIX secolo
- Raffaele Murgia (noto Allicu de Seui fine XIX inizio XX secolo), Seui
- Pillai Giovanni, Quartu Sant'Elena
- Pillai Efisio, Quartu Sant'Elena
- Efisio Pibiri (noto S'Argalla), Quartucciu
- Piras Pasquale, Quartucciu, 1830-1910
- Simone Nieddu,

Poeti del XX secolo
- Anselmo Melis, Donori
- Antonio Ariu, Masainas
- Carlino Pillitu, Villasor
- Efisio Loni, Monserrato
- Elio Loddo, Barrali
- Ezelino Masili, Guspini
- Fedele Lai, Capoterra
- Francesco Farci, Cagliari (Su Mannu)
- Francesco Loddo (noto Chicchinu Loddo), Cagliari
- Giovanni Broi, Iglesias
- Luigi Taccori, Dolianova
- Marcello Matta, Domusnova
- Massimino Moi Quartu Sant'Elena
- Maxia Luigino, Selargius
- Raffaele Urru, Burcei
- Remo Orrù, Furtei/Sanluri
- Efisio Caddeo, Furtei